# Janika Sillamaa
Janika Sillamaa (Tallinn, Estónia, 23 de Junho de 1975) é uma cantora e actriz estoniana.

## Biografia
Nascida numa família de músicos, Janika se viu no palco ainda muito jovem: no teatro musical Colombina, fundada por sua mãe Kaari Sillamaa, ela interpretou papéis principais em musicais infantis, como "A Polegarzinha" e um programa de revista "Mini-Cabaret ", e muitos mais.
Em 1993, Janika atuou no Roskilde Rock Festival, ao mesmo tempo ela estava estudando no departamento de pop-jazz da Escola de Música Georg Ots em Tallinn. Entre seus vocais-treinadores foram Jaak Joala e Kare Kauks.
Em 1992, Janika foi internamente escolhida para representar a Estónia no Festival Eurovisão da Canção 1993. Sua canção, "Muretut meelt ja südametuld", no entanto, não conseguiu passar a fase de qualificação em Ljubljana e, portanto, não foi capaz de participar na final da Eurovisão, realizado em Millstreet, Irlanda, naquele ano.
Em 1993 também viu sua participação no musical Jesus Christ Superstar onde cantou o papel de Maria Madalena.
Logo depois, em 1995, ela formou seu próprio grupo de rock The Names para liberar alguns singles, e 1998 participou novamente no Eurolaul, mas desta vez com uma canção escrita por sua mãe Kaari.
Em 2000 Janika Sillamaa começou um studium de 4 anos na Escola de Drama Superior da Estónia para se tornar uma diretora de palco. Apenas uma questão de meses antes de sua formatura, no entanto, o cartão vermelho foi mostrado por motivos delicados, possivelmente. Nenhum dos lados, nem a Comissão ou o abandono a si mesma que ainda concordou em revelar sobre o assunto. Apesar da controvérsia sobre o diploma que ela nunca chegou a realizar, Janika Sillamaa faz estágio dirigindo em bases regulares.
Na década de 2000 também marca outra vez para a carreira de Janika Sillamaa. Vários papéis principais de musicais de sucesso vieram em seu crédito.
Em 2009, ela formou uma banda de rock, Famagusta, com amigos e gravou um single, Rong, que ela descreveu como um hino para as mulheres nos seus 30 anos.
Janika Sillamaa se instalou em Tallinn.